# Santa Ana Pueblo (Nuevo México)
Santa Ana Pueblo es un lugar designado por el censo ubicado en el condado de Sandoval en el estado estadounidense de Nuevo México. En el Censo de 2010 tenía una población de 610 habitantes y una densidad poblacional de 31,29 personas por km².

## Geografía
Santa Ana Pueblo se encuentra ubicado en las coordenadas 35°21′8″N 106°30′55″O / 35.35222, -106.51528. Según la Oficina del Censo de los Estados Unidos, Santa Ana Pueblo tiene una superficie total de 19.5 km², de la cual 18.17 km² corresponden a tierra firme y (6.81%) 1.33 km² es agua.

## Demografía
Según el censo de 2010, había 610 personas residiendo en Santa Ana Pueblo. La densidad de población era de 31,29 hab./km². De los 610 habitantes, Santa Ana Pueblo estaba compuesto por el 1.8% blancos, el 0% eran afroamericanos, el 96.39% eran amerindios, el 0% eran asiáticos, el 0.16% eran isleños del Pacífico, el 0.49% eran de otras razas y el 1.15% pertenecían a dos o más razas. Del total de la población el 4.1% eran hispanos o latinos de cualquier raza.